# Bezana
Bezana ist ein spanischer Ort in der Provinz Burgos der Autonomen Gemeinschaft Kastilien und León. Der Ort gehört zur Gemeinde Valle de Valdebezana. Bezana ist über die Straße N-623 zu erreichen und liegt 96 Kilometer nördlich der Provinzhauptstadt Burgos.

## Sehenswürdigkeiten
- Romanische Kirche Nuestra Señora del Carmen, erbaut im 13. Jahrhundert
- Pfarrkirche Sagrado Corazón, erbaut Ende des 19. Jahrhunderts

## Weblinks

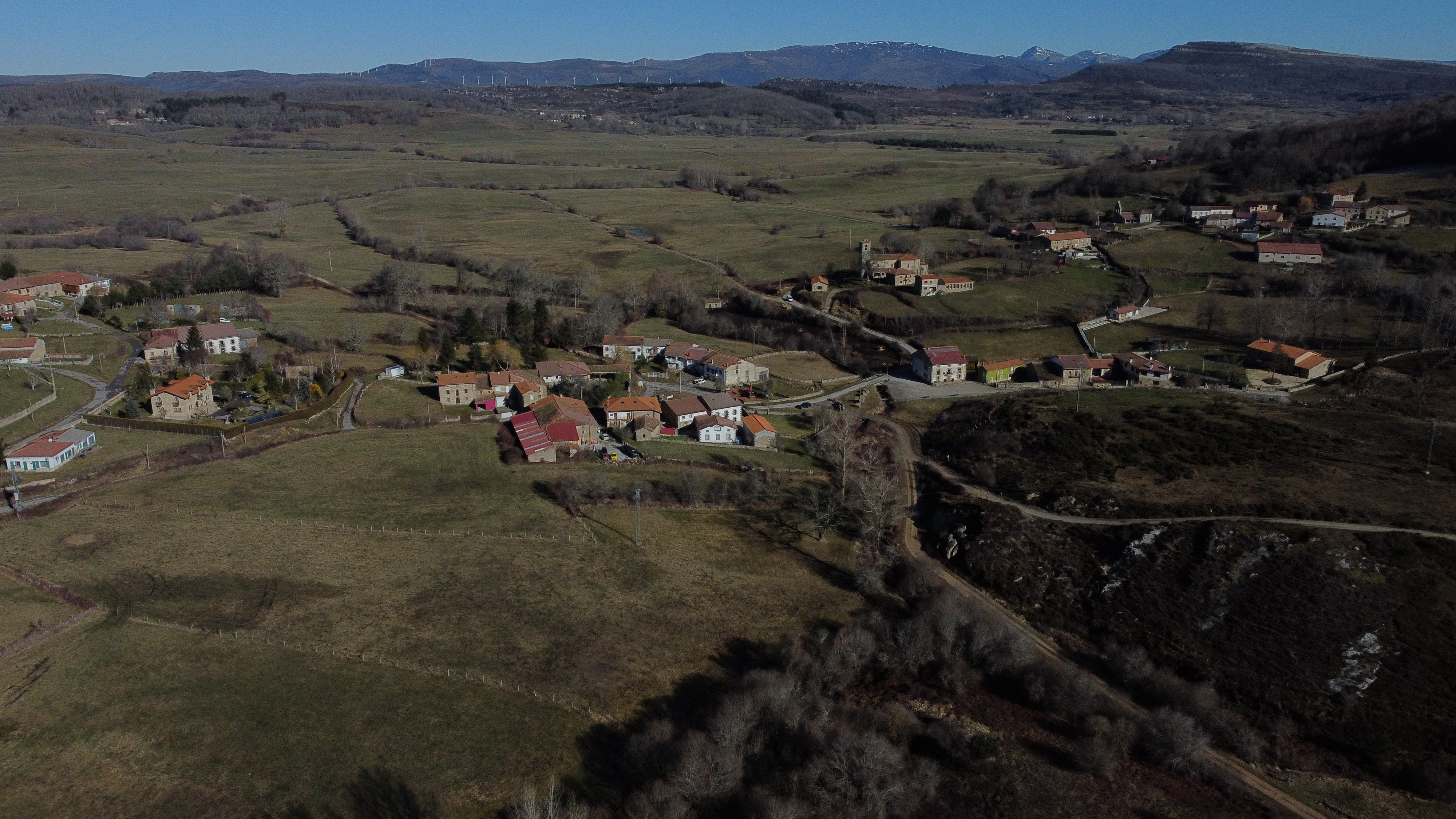
Bezana